# Straßenlauf-Länderkampf der Männer 1954 BR Deutschland – Österreich – Schweiz
| 2. Leichtathletik-Länderkampf mit bundesdeutscher Beteiligung 1954      | 2. Leichtathletik-Länderkampf mit bundesdeutscher Beteiligung 1954 |               |
| ----------------------------------------------------------------------- | ------------------------------------------------------------------ | ------------- |
|                                                                         |                                                                    |               |
| Straßenlauf-Vergleich der Männer: BR Deutschland – Österreich – Schweiz |                                                                    |               |
| Austragungsort                                                          | Nördlingen                                                         |               |
| Wettbewerbe                                                             | 1                                                                  |               |
| Datum                                                                   | 30. Mai 1954                                                       |               |
| 1. FRG 2. CHE 3. AUT                                                    | 5:14:50 h 5:19:40 h 5:23:12 h                                      |               |
| Chronik                                                                 |                                                                    |               |
| ← ESP-FRG (M)                                                           | FRG-ITA (F) →                                                      | FRG-ITA (F) → |

Im zweiten Vergleich des Länderkampfjahres 1954 stand mit dem Straßenlauf wieder ein Vergleich auf dem Programm, der speziell auf eine Disziplin bezogen war. Noch im Mai trafen sich die Bundesrepublik Deutschland, die Schweiz und Österreich zu einem Dreiländerkampf. Ausgetragen wurde die Veranstaltung am 30. Mai in Nördlingen in der Schwäbischen Alb.

## Wettbewerbe und Modus
In die Wertung des Rennens über dreißig Kilometer kamen die jeweils drei besten Läufer von vier Startern je Nation. Das Resultat ergab sich durch Addition der durch die gewerteten Athleten erzielten Zeiten.

## Ergebnis
Den Lauf gewann mit sechs Sekunden Vorsprung zwar ein Österreicher, aber die drei besten Schweizer und vor allem die drei besten bundesdeutschen Läufer waren in der Addition ihrer Zeiten am Ende besser als die Athleten aus Österreich. So ging die Gesamtwertung mit knapp fünf Minuten Vorsprung vor den zweitplatzierten Schweizern an die Bundesrepublik Deutschland. Etwas mehr als dreieinhalb Minuten dahinter belegte Österreich den dritten Platz.

## Resultate

### 30-km-Straßenlauf
| Platz | Athlet            | Land | Zeit (h) |
| ----- | ----------------- | ---- | -------- |
| 01    | Adolf Gruber      | AUT  | 1:43:12  |
| 02    | Hans Vollbach     | FRG  | 1:43:18  |
| 03    | Jules Zehnder     | CHE  | 1:44:25  |
| 04    | Hans Frischknecht | CHE  | 1:44:25  |
| 05    | Josef Legge       | FRG  | 1:45:00  |
| 06    | Ernst Weber       | FRG  | 1:45:37  |
| 07    | Alois Wagner      | AUT  | 1:47:28  |
| 08    | August Blumensaat | FRG  | 1:49:42  |
| 09    | Hans Studer       | CHE  | 1:50:30  |
| 10    | Ferdinand Muschik | AUT  | 1:52:42  |
| 11    | Gottlieb Wyss     | CHE  | 1:54:10  |
| 12    | Helmut Lechner    | AUT  | 1:56:45  |